# Josef Minsch
Josef Minsch (ur. 23 czerwca 1941 w Klosters, zm. 9 czerwca 2008 tamże) – szwajcarski narciarz alpejski. Dwukrotny olimpijczyk.
Nie startował na żadnych mistrzostwach świata. Zajął 4. miejsce w zjeździe na igrzyskach w Innsbrucku w 1964 r. Jego najlepszym sezonem w Pucharze Świata był sezon 1968/1969, kiedy to zajął 17. miejsce w klasyfikacji generalnej, a w klasyfikacji zjazdu był piąty.

## Sukcesy

### Puchar Świata

#### Miejsca w klasyfikacji generalnej
- 1966/1967 – 24.
- 1967/1968 – 32.
- 1968/1969 – 17.

#### Miejsca na podium
1. Cortina d’Ampezzo – 9 lutego 1969 (zjazd) – 1. miejsce